# مهن قانونية

مهن قانونية (Legal profession) هي كل المهن المتعلقة بدراسة القانون وتطويره وتطبيقه. وعادة ما يقتضي من الشخص الراغب في ممارسة المهن القانونية الحصول على شهادة في القانون أو أي شهادة قانونية معادلة.